# 譚學衡

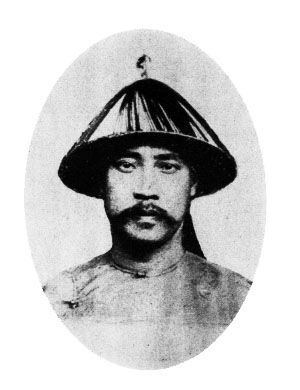

谭学衡（1871年—1919年7月21日），字奕章，广东新会中樂都天河乡礼村继龙里人。清朝海军高级将领，中华民国广东省地方官员。

## 生平
光绪十一年（1885年），谭学衡入广东水陆师学堂第一期水师班， 毕业后留學英国入海军学校。归国后，他服役于北洋海军， 参加了中日甲午战争。光绪二十二年五月（1906年），他和程璧光、林国祥等五人奉清政府命令，到英国订造巡洋舰海天号、海圻号，并兼监制，三年之后率舰回国。光绪三十三年（1907年），海军处设立，他任副使（未委任正使）。宣统元年（1909年），他任筹建海军事务处参赞。宣统二年（1910年）年底， 筹建海军事务处改设海军部，他任海军副大臣。袁世凯内阁成立后，他署海军大臣。1912年中华民国成立后，谭学衡任南京临时政府海军部正首领，数天后委任了海军总长，谭随即解职。
1914年7月，广东发生水灾。11月13日， 谭学衡任广东治河事宜处督办，同年12月，谭学衡到达广州，设广东治河处。 此后他先后聘请了上海浦江浚河局总工程师海德生、工程少校柯维廉（二人均为瑞典人）任治河处总工程师，并且从1915年6月起， 率工程技术人员勘测西江河道，提出《西江防潦条陈》。1915年7月，发生乙卯大水，勘测工作不得不停止。谭学衡投入到抗洪工作中。1916年春，西江测量完毕，继续勘测东江、 北江和珠江。任内谭学衡还拟订了河道、港口、圩堤的整治计划。
1919年7月21日，谭学衡在廣州病逝，得年48岁。

## 家庭
- 父：谭国恩，清光绪丙戊科进士，曾任工部主事。有二子，长子谭学衡，次子谭学夔